# Ernest Belfort Bax

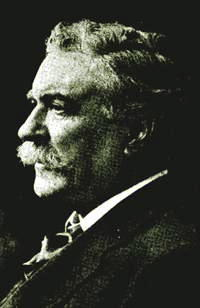
Ernest Bax

Ernest Belfort Bax (* 23. Juli 1854 in Leamington Spa, Warwickshire, England; † 26. November 1926 in London) war ein britischer Journalist und gilt als einer der führenden Philosophen des britischen Marxismus in der spätviktorianischen Ära.

## Leben
Er wuchs in einer nonkonformistischen religiösen Familie auf. Das erste Mal begegnete er dem Marxismus bei seinem Philosophie-Studium in Deutschland. Er verband Marx’ Ideen mit denen von Immanuel Kant, Arthur Schopenhauer und Eduard von Hartmann. Da es ihn besonders interessierte, die möglichen metaphysischen und ethischen Auswirkungen des Sozialismus zu erforschen, beschrieb er eine „Religion des Sozialismus“ als Mittel, um die Dichotomie zwischen dem Persönlichen und dem Sozialen, aber auch dem Kognitiven und dem Emotionalen zu überwinden. Als überzeugter Atheist, der die Arbeiter von dem, was er als Moralismus des Kleinbürgertums sah, befreien wollte, betrachtete er dies als eine Möglichkeit, die organisierte Religion zu überwinden.
Bax zog nach Berlin und arbeitete als Journalist für die britische Zeitung Evening Standard. Nach seiner Rückkehr nach England 1882 wurde er Mitglied der Social Democratic Federation (SDF), die er jedoch 1885 desillusioniert verließ, um mit William Morris die Socialist League zu gründen. Nachdem Anarchisten Kontrolle über diese erlangten, ging Bax jedoch zur SDF zurück und wurde deren wichtigster Theoretiker und Herausgeber der Parteizeitung „Justice“. Er war gegen die Teilnahme der Partei im Labour Representation Committee, des Vorläufers der Labour Party, das die SDF auf sein Anraten auch nach kurzer Mitgliedschaft  wieder verließ. Bax trat auch nach seiner Zeit als Herausgeber der Justice noch als häufiger Leserbriefschreiber auf und kritisierte nicht selten die Linie von Partei und Zeitung.

## Marxismus
Bax war fast sein ganzes Leben über der Meinung, dass zwar die wirtschaftlichen Bedingungen für den Sozialismus reif seien, dieser Fortschritt aber durch die mangelnde Bildung der Arbeiterklasse verzögert würde. Er unterstützte Karl Kautsky gegenüber Eduard Bernstein. Kautsky interessierte sich jedoch wenig für das, was er als Bax' Utopien ansah und unterstützte Theodore Rothsteins Bemühungen, einen orthodoxen Marxismus in der SDF zu verbreiten.
Anfangs war er sehr antinationalistisch eingestellt, unterstützte im Ersten Weltkrieg jedoch die Briten. Zu diesem Zeitpunkt konzentrierte er sich jedoch weniger auf seine politische Arbeit als auf seine Karriere als Rechtsanwalt.

## Feminismus
Bax war erklärter Antifeminist. John Shepherd gibt an, dass die von ihm Bax und anderen Mitgliedern der Social Democratic Federation zugeschriebene frauenfeindliche Einstellung trotz feministischer Bestrebungen innerhalb der SDF die Organisation zu dominieren schien.
Von seinen Genossen wurden seine Ansichten als zunehmend exzentrisch betrachtet. Ein ihm wohlgesinnter Kritiker seines Hauptwerks,  T. E. Hulme, spottete: „Er kam nie im Gelobten Land an, in das seine Philosophie wies, weil er irgendwo dort in dessen lieblichen Tälern eine Frau erblickte.“